# Biegi narciarskie na Zimowych Igrzyskach Paraolimpijskich 2018 – 15 km kobiet
15 km kobiet stylem dowolnym – jedna z konkurencji rozgrywana w ramach biegów narciarskich na Zimowych Igrzyskach Paraolimpijskich 2018. Zawody rozegrano 12 marca 2018 roku w dwóch klasach.

## Osoby niedowidzące
W rywalizacji wystąpiło 9 zawodniczek z 5 państw.
| Miejsce | Nr | Zawodniczka              | Przewodnik           | Reprezentacja                      | Klasa | %   | Czas rzeczywisty | Czas      | Strata   |
| ------- | -- | ------------------------ | -------------------- | ---------------------------------- | ----- | --- | ---------------- | --------- | -------- |
| 01 !    | 46 | Swiatłana Sachanenka     | Raman Jaszczanka     | Białoruś                           | B2    | 99  | 49:41,5          | 49:11,7   | -        |
| 02 !    | 48 | Oksana Szyszkowa         | Witalij Kazakow      | Ukraina                            | B2    | 99  | 49:49,4          | 49:19,5   | +7,8     |
| 03 !    | 47 | Michalina Łysowa         | Aleksiej Iwanow      | Neutralni sportowcy paraolimpijscy | B2    | 99  | 53:01,0          | 52:29,2   | +3:17,5  |
| 4       | 49 | Carina Edlinger          | Julian Edlinger      | Austria                            | B2    | 99  | 54:10,8          | 53:38,3   | +4:26,6  |
| 5       | 43 | Jadwiga Skorabagata      | Anastasija Kiriłłowa | Białoruś                           | B2    | 99  | 54:51,0          | 54:18,1   | +5:06,4  |
| 6       | 45 | Olga Pryłucka            | Borys Babar          | Ukraina                            | B2    | 99  | 55:13,6          | 54:40,5   | +5:28,8  |
| 7       | 41 | Jekatierina Moszkowskaja | Artiom Norin         | Neutralni sportowcy paraolimpijscy | B2    | 99  | 59:19,5          | 58:43,9   | +9:32,2  |
| 8       | 42 | Mia Zutter               | Kristina Trygstad    | Stany Zjednoczone                  | B3    | 100 | 1:02:20,2        | 1:02:20,2 | +13:08,5 |
| –       | 44 | Marina Galicyna          | Maksim Pirogow       | Neutralni sportowcy paraolimpijscy | B1    | 88  | DNF              | DNF       | DNF      |

## Osoby stojące
W rywalizacji wystąpiło 11 zawodniczek z 7 państw.
| Miejsce | Nr | Zawodniczka           | Reprezentacja                      | Klasa | %  | Czas rzeczywisty | Czas      | Strata   |
| ------- | -- | --------------------- | ---------------------------------- | ----- | -- | ---------------- | --------- | -------- |
| 01 !    | 61 | Jekaterina Rumiancewa | Neutralni sportowcy paraolimpijscy | LW5/7 | 88 | 56:23,6          | 49:37,6   | -        |
| 02 !    | 58 | Anna Milenina         | Neutralni sportowcy paraolimpijscy | LW8   | 96 | 53:02,9          | 50:55,6   | +1:18,0  |
| 03 !    | 60 | Ludmyła Liaszenko     | Ukraina                            | LW8   | 96 | 53:14,4          | 51:06,6   | +1:29,0  |
| 4       | 59 | Julija Batenkowa      | Ukraina                            | LW6   | 95 | 54:01,6          | 51:19,5   | +1:41,9  |
| 5       | 57 | Emily Young           | Kanada                             | LW6   | 95 | 54:35,2          | 51:51,4   | +2:13,8  |
| 6       | 55 | Natalie Wilkie        | Kanada                             | LW8   | 96 | 54:23,4          | 52:12,9   | +2:35,3  |
| 7       | 54 | Momoko Dekijima       | Japonia                            | LW6   | 95 | 58:55,0          | 55:58,3   | +6:20,7  |
| 8       | 56 | Bohdana Konaszuk      | Ukraina                            | LW8   | 96 | 59:39,9          | 57:16,7   | +7:39,1  |
| 9       | 52 | Peng Yuanyuan         | Chiny                              | LW8   | 96 | 1:10:22,3        | 1:07:33,4 | +17:55,8 |
| 10      | 51 | Grace Miller          | Stany Zjednoczone                  | LW8   | 96 | 1:11:43,6        | 1:08:51,5 | +19:13,9 |
| 11      | 53 | Iweta Faron           | Polska                             | LW8   | 96 | DNF              | DNF       | DNF      |